# Луксембург на Европском првенству у атлетици на отвореном 1962.
Луксембург је учествовао на 7. Европском првенству у атлетици на отвореном 1962. одржаном у Београду од 12. до 16. септембра. Ово је било 6. европско првенство у атлетици на отвореном на којем је Луксембург учествовао. Репрезентацију Луксембурга представљала су три спортиста  који су се такмичили у пет дисциплина.
На овом првенству представници Луксембурга нису освојили ниједну медаљу нити су оборили неки рекорд.

## Учесници
Мушкарци:
- Норберт Хауперт — 800 м
- Жан Анисет — 5.000 м, 10.000 м
- Charles Sowa — 20 км ходање, 50 км ходање

## Резултати

### Мушкарци
| Атлетичар       | Дисциплина   | Лични рекорд | Квалификације     | Квалификације     | Полуфинале | Полуфинале | Финале                | Финале       | Детаљи   |
| Атлетичар       | Дисциплина   | Лични рекорд | Резултат          | Место             | Резултат   | Место      | Резултат              | Место        | Детаљи   |
| --------------- | ------------ | ------------ | ----------------- | ----------------- | ---------- | ---------- | --------------------- | ------------ | -------- |
| Норберт Хауперт | 800 м        |              | 1:53,0 КВ         | 1. у гр. 1        | 1:52,2     | 4. у гр. 1 | Нису се квалификовали | 10 / 23 (24) | стр 391. |
| Жан Анисет      | 5.000 м      |              | 14:48,2           | 10. у гр. 1       |            |            | Нису се квалификовали | 25 / 26 (27) | стр 392. |
| Жан Анисет      | 10.000 м     |              |                   |                   |            |            | 31:44,8               | 24 / 24 (26) | стр 392. |
| Charles Sowa    | 20 км ходање |              | 1:41:24,2         | 10 / 16 (19)      | стр 394.   |            |                       |              |          |
| Charles Sowa    | 50 км ходање |              | Није завршио трку | Није завршио трку | стр 395.   |            |                       |              |          |